# RCHピングインス
RCHピングインス（蘭: RCH-Pinguïns、発音: エル・セー・ハー・ピングインス）は、オランダの北ホラント州ヘームステーデを拠点とする野球チーム。ホーフトクラッセ所属。

## 概要
野球部門とソフトボール部門から成るスポーツクラブ。
1934年6月21日創設。オランダで最も歴史がある野球・ソフトボールクラブ。
1996年にヨーロピアンカップIIを制した。

## 歴史
- 1934年 - サッカークラブ「RCH（英語版）（Racing Club Heemstede）」に野球部門が設置される。
- 1938年 - ホーフトクラッセ[注 2]に初昇格。
- 1954年 - ソフトボールクラブ「デ・ピングインス（De Pinguïns）」が創設。
- 1996年 - RCHがヨーロピアンカップII（イタリア語版）優勝。
- 2001年 - RCHの野球部門がRCHから離脱し、デ・ピングインスと合併してRCHピングインスとなる。

## 所属選手
2023年シーズン現在